# News-WG
Die News-WG ist ein Informationsformat des Bayerischen Rundfunks auf Instagram. Produziert wird das Format von PULS, gehört aber zur Nachrichtendachmarke BR24.

## Beschreibung
Ziel des Formats sind Nachrichten und Politik zum Verstehen und Mitreden. Die Hosts Helene Reiner, Maximilian Osenstätter, Minusch Afonso und Maximilian Pichlmeier arbeiten gemeinsam in einer Wohngemeinschaft in München, aus welcher sie fast täglich über aktuelle Themen berichten. Außerdem informiert die ehemalige Mitbewohnerin Sophie von der Tann aus Tel Aviv in eigenen Inhalten aus dem Ausland.
Produziert werden die Inhalte der News-WG entweder als Instagram-Story, als Feedposts oder Reels. Regelmäßig finden Livestreams statt, etwa für ausführliche Interviews mit Gästen in der WG. Im Fokus des Formats steht, aktuelle Geschehnisse verständlich und unterhaltsam darzustellen. Hierbei wird immer wieder auch auf das alltägliche Leben in der Wohngemeinschaft verwiesen.

## Redaktion
Gestartet ist die News-WG mit den Hosts Helene Reiner und Sophie von der Tann, die zusammen mit Ann-Kathrin Wetter im Rahmen ihres Volontariats beim Bayerischen Rundfunk die Idee für das Format hatten. Während der Beta-Phase war Ann-Kathrin Wetter ebenfalls als Host zu sehen, wechselte zum Start des Accounts dann aber ins Redaktionsteam.
Im Herbst 2018 zog Sophie von der Tann nach Berlin, um dort als Korrespondentin im BR-Hauptstadtstudio zu arbeiten. Bei dem Casting für einen Nachfolger setzte sich Maximilian Osenstätter durch, er verstärkt seit Januar 2019 das Team. Danach wurde das Host-Team weiter ausgebaut. Seit 2021 ist Minusch Afonso Teil der News-WG, im Jahr 2022 folgte dann Maximilian Pichlmeier als vierter Mitbewohner. Im Juni 2021 verließ von der Tann das Format und wechselte im August 2021 als Auslandskorrespondentin nach Tel Aviv. Auch Mitarbeiter tauchen hin und wieder als Sidekicks in den Beiträgen auf.

## Geschichte
Offiziell ging der Account im September 2018 an den Start, im Juli 2018 gab es eine zweiwöchige Beta-Phase, in der Formate und Arbeitsweisen getestet wurden.
2020/2021 wurde aus dem Team heraus zusätzlich das YouTube-Format „News-WG Challenge“ entwickelt. Darin haben die Hosts Helene Reiner und Maximilian Osenstätter Aufgaben gestellt bekommen, die sie ohne Vorwissen lösen mussten. Die Herausforderungen waren vielfältig, z. B. sollten sie mit 5 Euro am Tag drei volle Mahlzeiten kochen oder herausfinden, woher das Tier, das als Salami auf dem Brot landete, kommt. Darin steckten gesellschaftlich wichtige Themen. Denn in Deutschland haben Studenten und Hartz-IV-Empfänger im Schnitt nur 5 Euro pro Tag für Lebensmittel zur Verfügung. Nach sechs Folgen wurde das Format in dieser Form eingestellt.
2022 startete die „News-WG Challenge“ in neuer Form als Format in der ARD-Mediathek. Darin stellten sich die WG-Mitbewohner Max, Helene und Maxi nahezu unmöglichen und skurrilen Aufgaben. Doch letztlich versteckten sich auch hier hinter allen Challenges wichtige gesellschaftlich-politische Fragen. Mitbewohner Max musste zum Beispiel seinen eigenen Tod planen und die Trauerfeier dafür organisieren. Nach vier Folgen fand das Format sein Ende.

## Auszeichnungen
Im Januar 2019 wurde die News-WG als „Bester Instagram-Account des Jahres“ beim Social-Media-Preis „Goldene Blogger“ ausgezeichnet. Fünf Journalisten, die das Format entwickelt haben und realisieren, erhielten außerdem den Axel-Springer-Preis in der Kategorie „Kreative Umsetzung“. Das Format bekam darüber hinaus beim Smart Hero Award 2019 den Publikumspreis und eine Auszeichnung in der Kategorie „Vielfalt und Chancengleichheit“ sowie zwei Auszeichnungen beim europäischen Wettbewerb Prix Italia.
Zusammen mit der PULS Reportage des Bayerischen Rundfunks wurde die News-WG 2019 für ihr gemeinsames Experiment „Smart-Home-WG für 350 Euro – geht das und wie sicher ist es?“ mit dem Preis für Technikjournalismus PUNKT ausgezeichnet. Der Preis wurde von acatech – Deutsche Akademie der Technikwissenschaften am 15. Oktober 2019 in Berlin verliehen.
2021 ging außerdem der RIAS Next Generation Award an die News-WG.

## Kontroversen
Zum Eurovision Song Contest 2025 veröffentlichte das Format eine Umfrage auf Instagram, in der zur Debatte gestellt wurde, ob Israel daran teilnehmen dürfe. Auf dem Beitrag war ein Bild der israelischen Kandidatin Yuval Raphael abgebildet, die den Terrorangriff der Hamas am 7. Oktober 2023 überlebt hatte. Der Beitrag stieß auf Kritik. Johannes Boie schrieb in der Jüdischen Allgemeinen, diese Frage zu stellen sei „scheinheilig, geschichtsvergessen, unjournalistisch und – widerlich“. Der Beitrag wurde daraufhin gelöscht und in abgewandelter Form neu veröffentlicht.